# Thionylhalogenide

Thionylfluorid, Thionylchlorid, Thionylbromid und Thionyliodid (von links oben nach rechts unten). Die Thionylgruppe ist blau markiert.

Thionylhalogenide sind eine Stoffgruppe in der Chemie. Dazu zählen gasförmige oder flüssige Schwefelverbindungen der allgemeinen Formel OSX2, worin X ein Halogen (Fluor, Chlor, Brom oder Iod) ist. Diese stark ätzenden, haut- und schleimhautreizenden und korrosiven Stoffe sind Dihalogenide der Schwefligen Säure H2SO3. Das wichtigste Thionylhalogenid ist Thionylchlorid, OSCl2, das als nicht wässriges Lösungsmittel und vor allem als Chlorierungsmittel in der organischen Chemie eingesetzt wird. Thionylbromid, OSBr2, wird zur Bromierung und zur Dehydrierung eingesetzt.
Im Unterschied zu Thionylchlorid und Thionylbromid ist Thionylfluorid kein Fluorierungsmittel für die Synthese von Organofluorverbindungen, hier wird das höher fluorierte Schwefeltetrafluorid benutzt.
Mit SOClF, SOBrF und SOBrCl existieren auch gemischte Thionylhalogenide.